# Mythimna macaria
Mythimna macaria är en fjärilsart som beskrevs av Hans Rebel. Mythimna macaria ingår i släktet Mythimna och familjen nattflyn. Inga underarter finns listade i Catalogue of Life.